# Остапенко, Иван Максимович
Иван Максимович Остапенко (укр. Іван Максимович Остапенко; 16 октября 1930, Сульское, Белопольский район — 23 октября 2011, Голубовка, Сумская область) — организатор сельскохозяйственного производства, председатель колхоза имени Шевченко Лебединского района, Сумская область. Герой Социалистического Труда (1986). Депутат Верховного Совета СССР 11-го созыва. Заслуженный работник сельского хозяйства Украинской ССР (1991).

## Биография
Родился 16 октября 1930 года в селе Сульское Белопольского района (ныне Сумской области) в крестьянской семье.
С 1946 года работал в колхозе имени Тельмана Штеповского района (сегодня — Лебединский район) Сумской области. Был назначен бригадиром полеводческой бригады.
С 1955 по 1957 год — заместитель председателя колхоза «Верный путь» Лебединского района и с 1957 по 1963 год — председатель сельсовета села Голубовка.
В 1963 году назначен председателем колхоза имени Шевченко Лебединского района. В 1964 году окончил Маловысторопский сельскохозяйственный техникум и в 1973 году — Харьковский зооветеринарный институт.
За высокие трудовые достижения по итогам пятилеток неоднократно награждался орденами.
Указом Президиума Верховного Совета СССР от 7 июля 1986 года за выдающиеся производственные достижения, успешное выполнение заданий одиннадцатой пятилетки и социалистических обязательств и проявленную трудовую доблесть Остапенко Ивану Максимовичу присвоено звание Героя Социалистического Труда с вручением ордена Ленина и золотой медали «Серп и Молот».
Избирался депутатом Верховного Совета СССР 11-го созыва, делегатом XXV съезда КПСС и членом Сумского обкома КПСС.
После распада СССР стал генеральным директором сельскохозяйственного общества с ограниченной ответственностью имени Т.Г. Шевченко в селе Голубовка.
Проживал в селе Голубовка Лебединского района Сумской области.
Умер 23 октября 2011 года.

## Награды
- Герой Социалистического Труда — указом Президиума Верховного Совета от 7 июля 1986 года
- Орден Ленина — дважды (1971, 1986)
- Орден Октябрьской Революции (1976)
- Орден «Знак Почёта» (1966)
- Орден «За заслуги» II степени (2002)
- Орден «За заслуги» I степени (2005)